# Гент, Фрэнк
Фрэнсис Питер Гент (англ. Francis Peter Ghent; 13 октября 1897, Атлон, Ирландия — 21 октября 1965, там же), также известный как Фрэнк Гент (англ. Frank Ghent) и Джимми (англ. Jimmy) — ирландский футболист, нападающий.
На клубном уровне выступал за клуб «Атлон Таун», с которым взял Кубок Ирландии в 1924 году. По итогам триумфального сезона попал в заявку сборной на VIII Летние Олимпийские игры в Париже. На самой Олимпиаде один раз вышел на поле в стартовом составе — в матче четвертьфинала со сборной Нидерландов. В нём же забил третий гол своей сборной на турнире, доведя матч до дополнительного времени. Также во время проведения Олимпиады появился на поле в товарищеском матче со сборной Эстонии. Матч был организован и назначен на 3 июня, так как обе сборные уже выбыли из турнира. Согласно некоторым источникам, именно Гент забил третий гол своей команды, а не Малдун.

## Достижения

### Клубные

#### «Атлон Таун»
- Обладатель Кубка Ирландии: 1924

### В сборной
- Олимпиада 1924 года: 1/4 финала

## Внешние ссылки
- Профиль игрока (англ.) на сайте Transfermarkt
- Профиль игрока на сайте worldfootball.net
- Профиль игрока на сайте Olympedia